# 281820 Monnaves
281820 Monnaves è un asteroide della fascia principale. Scoperto nel 2009, presenta un'orbita caratterizzata da un semiasse maggiore pari a 2,5527868 UA e da un'eccentricità di 0,1895895, inclinata di 8,56613° rispetto all'eclittica.
L'asteroide è dedicato a Ramon Naves Jr., detto Mon, figlio dei gestori dell'osservatorio autore della scoperta.